# Jonas Erwig-Drüppel
Jonas Erwig-Drüppel (Dorsten, 1991. július 20. –) német labdarúgó, aki jelenleg a VfB Oldenburg középpályása.

## Pályafutása
Erwig-Drüppel játszott a fiatal korában a SV Schermbeck, a BVH Dorsten, a VfL Bochum és a SpVgg Erkenschwick korosztályos csapataiban. A 2010-11-es szezonban a Schalke 04 tartalékcsapatában szerepelt. Két szezon után a Bundesliga 2-ben szereplő Eintracht Braunschweig klubjába igazolt. 2012. szeptember 15-én debütált a SSV Jahn Regensburg ellen. A következő szezonban sérülés miatt nem lépett pályára a Bundesligában.

## Statisztika
| Klub                      | Szezon   | Bajnokság | Bajnokság | Kupa  | Kupa | Nemzetközi | Nemzetközi | Összesen | Összesen |
| Klub                      | Szezon   | Mérk.     | Gól       | Mérk. | Gól  | Mérk.      | Gól        | Mérk.    | Gól      |
| ------------------------- | -------- | --------- | --------- | ----- | ---- | ---------- | ---------- | -------- | -------- |
| Schalke 04 II             | 2010-11  | 13        | 0         | 0     | 0    | -          | -          | 13       | 0        |
| Schalke 04 II             | 2011-12  | 31        | 1         | 0     | 0    | -          | -          | 31       | 1        |
| Eintracht Braunschweig    | 2012-13  | 6         | 0         | 0     | 0    | -          | -          | 6        | 0        |
| Eintracht Braunschweig II | 2012-13  | 6         | 1         | 0     | 0    | -          | -          | 6        | 1        |
| Eintracht Braunschweig    | 2013-14  | 0         | 0         | 0     | 0    | -          | -          | 0        | 0        |
| Eintracht Braunschweig II | 2013-14  | 13        | 2         | 0     | 0    | -          | -          | 13       | 2        |
| Összesen                  | Összesen | 69        | 4         | 0     | 0    | 0          | 0          | 69       | 4        |